# Unterseeboot 1196
L'Unterseeboot 1196 ou U-1196 est un sous-marin allemand (U-Boot) de type VIIC utilisé par la Kriegsmarine pendant la Seconde Guerre mondiale.
Le sous-marin fut commandé le 25 août 1941 à Danzig (Schichau-Werke), sa quille fut posée le 8 février 1943, il fut lancé le 2 septembre 1943 et mis en service le 18 novembre 1943, sous le commandement du Leutnant zur See Wilhelm Brand.
L'U-1196 n'a, ni coulé, ni endommagé de navire n'ayant pris part à aucune patrouille de guerre.
Il fut sabordé en mai 1945.

## Conception
Unterseeboot type VII, l'U-1196 avait un déplacement de 769 tonnes en surface et 871 tonnes en plongée. Il avait une longueur totale de 67,10 m, un maître-bau de 6,20 m, une hauteur de 9,60 m, un tirant d'eau de 4,74 m et un tirant d'air de 4,86 m. Le sous-marin était propulsé par deux hélices de 1,23 m, deux moteurs diesel Germaniawerft M6V 40/46 de 6 cylindres en ligne de 1 400 cv à 470 tr/min, produisant un total de 2 060 à 2 350 kW en surface et de deux moteurs électriques Allgemeine Elektricitäts-Gesellschaft 460/8-276 de 375 cv à 295 tr/min, produisant un total 550 kW, en plongée. Le sous-marin avait une vitesse en surface de 17,7 nœuds (32,8 km/h) et une vitesse de 7,6 nœuds (14,1 km/h) en plongée. Immergé, il avait un rayon d'action de 93 milles marins (150 km) à 4 nœuds (7,4 km/h; 4,6 milles par heure) et pouvait atteindre une profondeur de 230 m. En surface son rayon d'action était de 9 426 milles nautiques (soit 15 170 km) à 10 nœuds (19 km/h).
L'U-1196 était équipé de cinq tubes lance-torpilles de 53,3 cm (quatre montés à l'avant et un à l'arrière) et embarquait quatorze torpilles. Il était équipé d'un canon de 8,8 cm SK C/35 (220 coups), d'un canon de 20 mm Flak C30 en affût antiaérien et d'un canon 37 mm Flak M/42 qui tire à 15 350 mètres avec une cadence théorique de 50 coups par minute. Il pouvait transporter 26 mines Torpedomine A ou 39 mines Torpedomine B. Son équipage comprenait 4 officiers et 44 à 56 sous-mariniers.

## Historique
Il fut affecté comme navire-école dans la 21. Unterseebootsflottille jusqu'au 28 février 1945, puis il reçut sa formation de base au sein de la 31. Unterseebootsflottille.
Le 11 octobre 1944 à Königsberg, l'explosion d'une de ses torpilles provoque des dégâts considérables nécessitant de long mois de réparations. Un homme a été tué et deux autres ont été blessés.
Servant de navire de formation pour les équipages, l'U-1196 n'a jamais participé à une patrouille ou à un combat.
Le 2 mai 1945, il est sabordé à Travemünde à la position géographique 53° 57′ N, 10° 53′ O, suivant les ordres de l'Amiral Karl Dönitz (Opération Regenbogen).
L'épave a été renflouée puis démolie après la guerre.

## Affectations
- 21. Unterseebootsflottille du 18 novembre 1943 au 28 février 1945 (Navire-école).
- 31. Unterseebootsflottille du 1er mars 1945 au 2 mai 1945 (Période de formation).

## Commandement
- Oberleutnant zur See Wilhelm Brand du 18 novembre 1943 à février 1944.
- Oberleutnant zur See Rene Ballert de février 1944 au 2 mai 1945.